# Eurycope errabunda
Eurycope errabunda är en kräftdjursart som beskrevs av Wilson 1983. Eurycope errabunda ingår i släktet Eurycope och familjen Munnopsidae. Inga underarter finns listade i Catalogue of Life.